# Giovanni Angelo Becciu
Giovanni Angelo Becciu (sinh 1948) là một Hồng y người Italia của Giáo hội Công giáo Rôma. Ông hiện đảm nhận vai trò Hồng y Đẳng Phó tế nhà thờ S. Lino. Ông từng đảm nhận vai trò Tổng trưởng Thánh bộ Tuyên Thánh, Đặc Ủy của Giáo hoàng tại Hội Hiệp Sĩ Malta và Trợ tá Quốc vụ khanh Tòa Thánh.
Vốn là một giáo sĩ trong vai trò phục vụ trong Giáo triều Rôma, ông từng đảm trách nhiều vai trò khác nhau trước khi tiến đến trở thành Tổng trưởng Thánh bộ Tuyên Thánh, như: Sứ thần Tòa Thánh tại Angola và São Tomé và Príncipe (2001 - 2009), Sứ thần Tòa Thánh tại Cuba (2009 - 2011), Trợ tá Thường vụ Quốc vụ khanh Tòa Thánh (2011 - 2018). Ông được vinh thăng Hồng y ngày 29 tháng 6 năm 2018, bởi Giáo hoàng Phanxicô.
Sau khi từ bỏ đặc quyền Hồng y vào ngày 24 tháng 9 năm 2020, ông vẫn được giữ tước vị Hồng y, tuy vậy, cùng với việc từ bỏ đặc quyền, ông không được tham gia Mật nghị hồng y, dù vẫn trong giới hạn tuổi.

## Tiểu sử
Hồng y Giovanni Angelo Becciu sinh ngày 2 tháng 6 năm 1948 tại Pattada, Giáo phận Ozieri, Italia. Sau quá trình tu học dài hạn tại các cơ sở chủng viện theo quy định của Giáo luật, ngày 27 tháng 8 năm 1972, Phó tế Becciu, 24 tuổi, tiến đến việc được truyền chức linh mục. Cử hành nghi thức truyền chức cho tân linh mục là giám mục Francesco Cogoni, giám mục chính tòa Giáo phận Ozieri. Tân linh mục đồng thời cũng là thành viên linh mục đoàn Giáo phận Ozieri.
Sau 29 năm thi hành các công việc mục vụ với thẩm quyền và cương vị của một linh mục, ngày 15 tháng 10 năm 2001, Tòa Thánh loan tin Giáo hoàng đã quyết định tuyển chọn linh mục Giovanni Angelo Becciu, 53 tuổi, gia nhập Giám mục đoàn Công giáo Hoàn vũ, với vị trí được bổ nhiệm là Tổng giám mục Hiệu tòa Rusellae, chức vụ Sứ thần Tòa Thánh tại Angola và São Tomé và Príncipe. Lễ tấn phong cho vị giám mục tân cử được tổ chức sau đó vào ngày 15 tháng 11 cùng năm tại Anfiteatro 2001, Giáo phận Ozieri, với phần nghi thức chính yếu được cử hành cách trọng thể bởi 3 giáo sĩ cấp cao, gồm chủ phong là Hồng y Angelo Sodano, Quốc vụ khanh Tòa Thánh; hai vị giáo sĩ còn lại, với vai trò phụ phong, gồm có Tổng giám mục Paolo Romeo, Sứ thần Tòa Thánh tại Italia và Giám mục Sebastiano Sanguinetti, giám mục chính tòa Giáo phận Ozieri. Tân giám mục chọn cho mình châm ngôn:DUC IN ALTUM.
Sau 8 năm, nhiệm vụ của ông tại Angola và São Tomé và Príncipe kết thúc bằng quyết định từ Tòa Thánh bổ nhiệm ông làm Sứ thần Tòa Thánh tại Cuba, bắt đầu từ ngày 23 tháng 7 năm 2009. Sau 2 năm đảm nhiệm vai trò của Sứ thần Tòa Thánh tại Cuba, Tòa Thánh quyết định thuyên chuyển Tổng giám mục Giovanni Angelo Becciu về công tác tại Giáo triều Rôma, cụ thể bổ nhiệm làm Trợ tá Thường vụ Quốc vụ khanh Tòa Thánh. Thông cáo bổ nhiệm chức vụ mới này được Tòa Thánh công bố cách rộng rãi vào ngày 10 tháng 5 năm 2011. Từ ngày 2 tháng 2 năm 2007, ông kiêm thêm vai trò Đặc Ủy của Giáo hoàng tại Hội Hiệp Sĩ Malta.
Trong buổi đọc kinh Nữ vương Thiên Đàng tại Vatican vào ngày 20 tháng 5 năm 2018, Giáo hoàng Phanxicô bất ngờ loan báo ông đã quyết định vinh thăng thêm 14 Hồng y của Giáo hội Công giáo Rôma, trong đó có 11 tân hồng y dưới 80 tuổi, có quyền tham gia mật nghị hồng y. Trong danh sách các tân hồng y được giáo hoàng tuyển chọn lần này, có Tổng giám mục Giovanni Angelo Becciu, được công bố ở vị trí thứ 4. Ông là một trong ba vị tân hồng y người Ý, và 1 trong hai vị là hồng y cử tri được chọn làm hồng y trong công nghị lần này.
Ngày 26 tháng 5 năm 2018, Tòa Thánh loan báo Giáo hoàng đã quyết định bổ nhiệm Hồng y Tân cử Giovanni Angelo Becciu làm Tân Tổng trưởng Thánh bộ Tuyên Thánh và chính thức nhậm chức vào cuối tháng 8 cùng năm. Ông tiếp tục kiêm nhiệm vai trò Đặc Ủy của Giáo hoàng tại Hội Hiệp Sĩ Malta và dừng vai trò Trợ tá Quốc vụ khanh Tòa Thánh, kể từ ngày 29 tháng 6.
Ông từ chức Tổng trưởng Bộ Tuyên Thánh, Đặc Uỷ Giáo hoàng tại Dòng hiệp sĩ Malta và bỏ quyền lợi của một Hồng y. Đây là một động thái bất ngờ và không được dự đoán trước. Ông có liên quan đến các vụ bê bối tài chính khi còn công tác tại Phủ Quốc vụ khanh. Hành vi và cáo buộc gian lận tài chính đã bị phát hiện bởi Hồng y George Pell, Tổng trưởng Kinh tế Tòa Thánh, và Becciu, khi đó có hàm Tổng giám mục, đã yêu cầu ông Pell đến Phủ Quốc vụ khanh để khiển trách. Hồng y Becciu được cho là người cản trở cải tổ tài chính của Vatican, khi ngăn cản Bộ Kinh tế Tòa Thánh thuê tổ chức PriceWaterhouseCooper để kiểm toán các cơ quan Vatican.